# کافه نادری

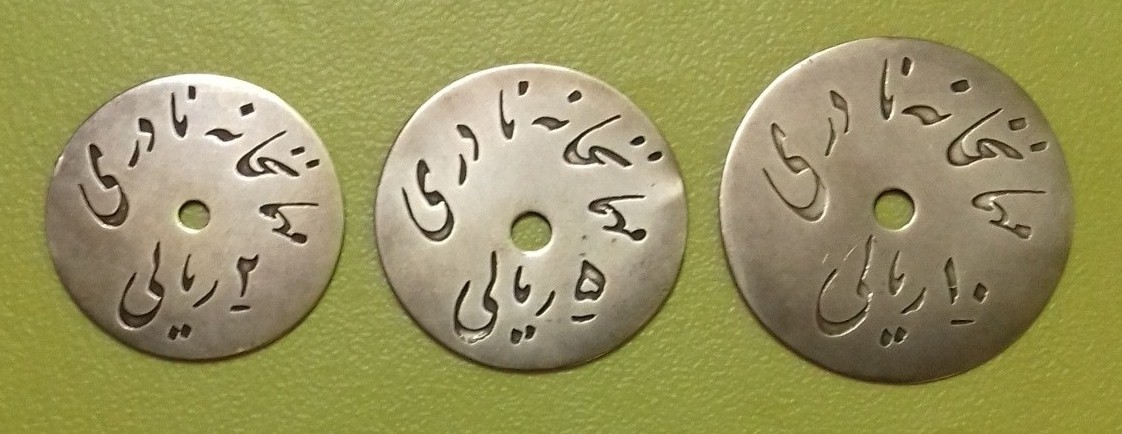
ژتون‌های مهمانخانه نادری، دوره پهلوی.

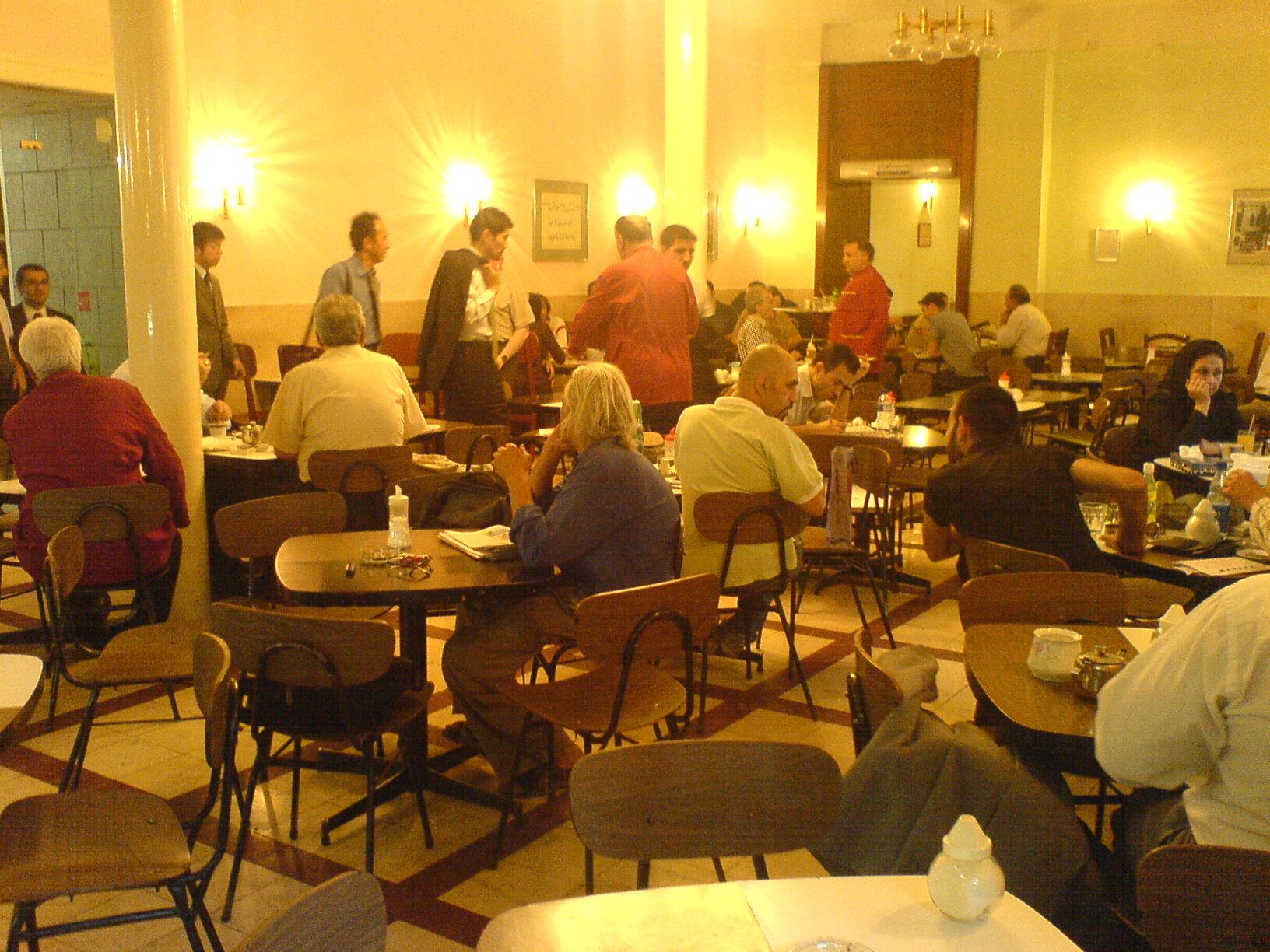
کافه نادری، تابستان ۱۳۸۵.

کافه و هتل نادری نام یکی از کافه‌های قدیمی ایرانی در شهر تهران است. کافه نادری در شرق پل حافظ در خیابان نادری (بخشی از خیابان جمهوری کنونی که میان تقاطع خیابان ولیعصر و تقاطع خیابان فردوسی است) واقع شده است و هتلی بر روی آن قرار دارد.

## تاریخچه
در سال ۱۳۰۶ مهاجر ارمنی با نام «خاچیک مادیکیانس» این کافه را دایر کرد. پس از موفقیت فراوان در راه‌اندازی کافه، مادیکیانس تا سال ۱۳۰۷، قنادی و هتل نادری را نیز در همان محل تأسیس می‌کند. کافه نادری سال‌ها پاتوق شاعران، نویسندگان و روشنفکران بوده است.
کافه نادری، در دههٔ سی و چهل، پاتوق نویسندگان و شاعرانی مانند صادق هدایت، جلال آل‌احمد، احمد فردید و سیمین دانشور، نیما یوشیج بوده و بخش زیادی از شهرت کنونی اش را از اعتبار این اشخاص وام گرفته است.
با پیروزی انقلاب اسلامی، در جریان مصادره‌های ابتدای انقلاب، تمام این مجموعه مصادره و تحت مالکیت بنیاد شهید درمی‌آید. بعد از چند سال بخشی از آن که شامل قنادی، کافه‌رستوران و هتل بود به بخش خصوصی فروخته می‌شود. ستاد اجرایی فرمان امام نیز بخش‌های دیگر مصادره شده از جمله حیاط ۴ هزار متری را به مالکیت درآورده است. این ستاد تا به حال سه بار برای حیاط هتل نادری مزایده اعلام کرده ولی با توجه به حساسیت‌های ایجاد شده به تاریخی بودن مجموعه، فروش این حیاط با اعلام ستاد اجرایی فرمان امام فعلاً منتفی شده است.
در دهه ۷۰ قنادی نادری تعطیل شد؛ اما کافه نادری باقی ماند.

## مشخصات ساختمان
ظرفیت کافه نادری ۱۴۰ نفر در دو سالن است. در سالن اول، فقط قهوه و چای و دسر سرو می‌شود و سالن بعدی ویژهٔ غذاست.
ساختمان کافه نادری و هتل نادری تهران در سال ۱۳۸۲ به شماره ثبت ۱۰۴۴۶ در فهرست آثار ملی ایران قرار گرفتند.

## خدمات
در معرفی‌نامه‌ای از این کافه که امروزه در کنار در ورودی آن قرار داده شده آمده است که غذاهای فرنگی مانند بیف استروگانف و بیفتک و همچنین کافه گلاسه، شاتو بریان، بستنی‌های فرنگی، قهوه ترک و فرانسه برای اولین بار در این کافه به ایرانیان عرضه شد. مادیکیانس، هتلی بنا کرد که امروز، کافه آن، کلیشه‌ای‌ترین نوستالژی پاتوق‌نشین‌های شهر تهران است.
گارسون‌های ارمنی این کافه-رستوران، غذاهایی چون بیفتک و بیف استراگانف و نوشیدنی هابی مانند کافه‌گلاسه، قهوهٔ ترک و فرانسه را نخستین بار در این رستوران عرضه کردند. شب‌ها هم اغلب، مراسم رقص در حیاط پشتی کافه برپا بود و دود سیگارهای فرنگی فضای آن جا را پر می‌کرد، حیاطی که حدود سه دهه است در آن بسته شده است.

## اشاره این کافه در رسانه

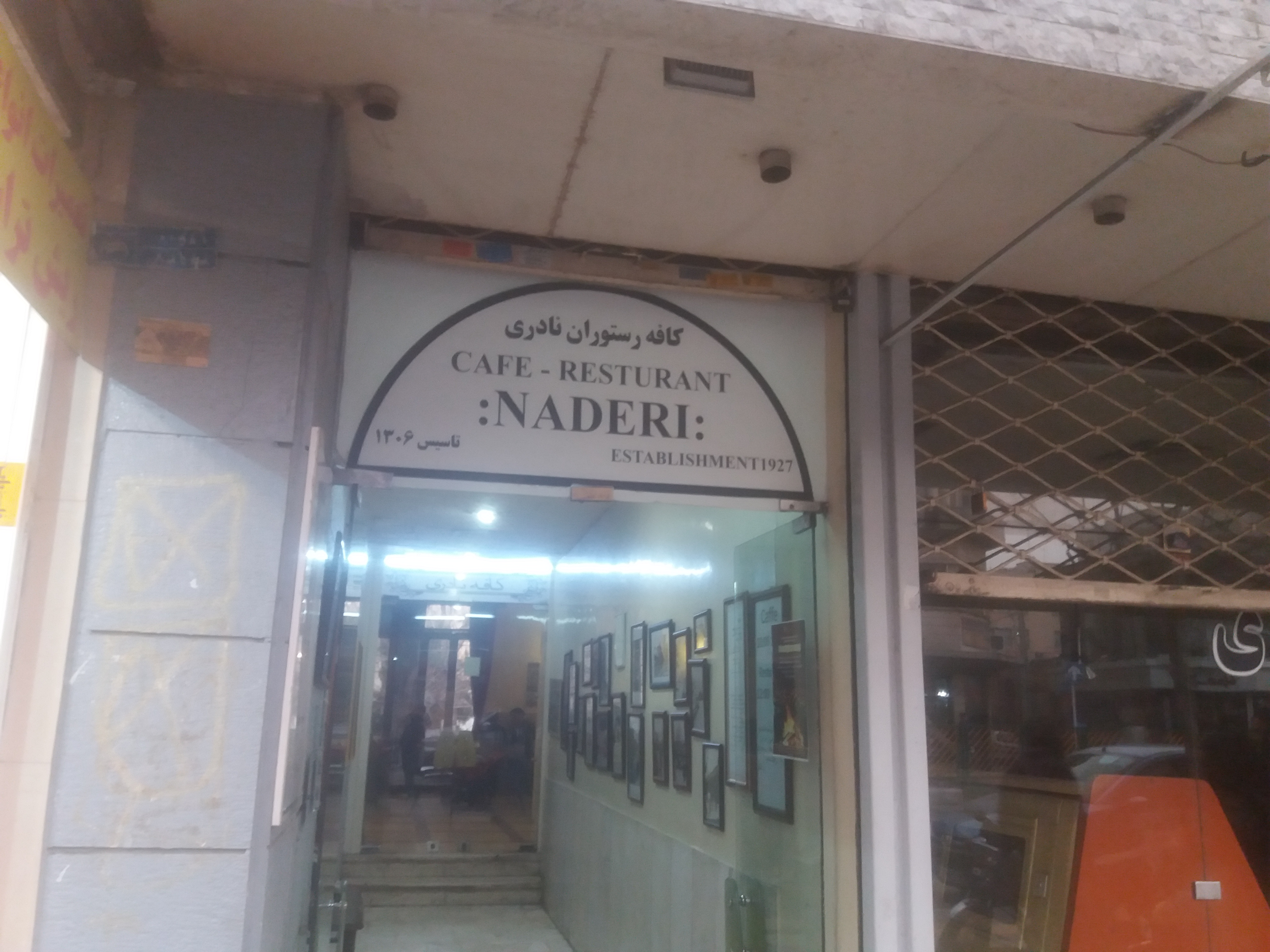
ورودی و تابلو سردر کافه نادری، تهران، ۱۳۹۶

«ترانه‌های قدیمی»، موسیقی-نمایشی است به نویسندگی و کارگردانی محمد رحمانیان، که در اپیزودی از این نمایش از این کافه به عنوان پاتوق یک نوازنده، معرفی می‌شود. همچنین در این قسمت از این نمایش شاهد بخشی از خاطرات صاحب این کافه از صادق هدایت هستیم. در این اپیزود از این نمایش علی سرابی در نقش گارسون ارمنی به نام وارطان و اشکان خطیبی در نقش نوازنده، به ایفای نقش می‌پردازد.
در سال ۱۳۹۰ خورشیدی، فرامرز اصلانی در نماهنگی با نام «قدیم» از انیمیشنی استفاده کرده که محیط کافه نادری را به نمایش می‌گذارد. همچنین در متن ترانه و انیمیشن یاد شده، از هنرمندانی که کافه نادری پاتوقشان بوده یاد می‌شود.
در سریال‌های تاریخی نظیر شهرزاد و شبکه مخفی زنان نیز از این کافه به وفور یاد شد.